# Howard B. Bromberg

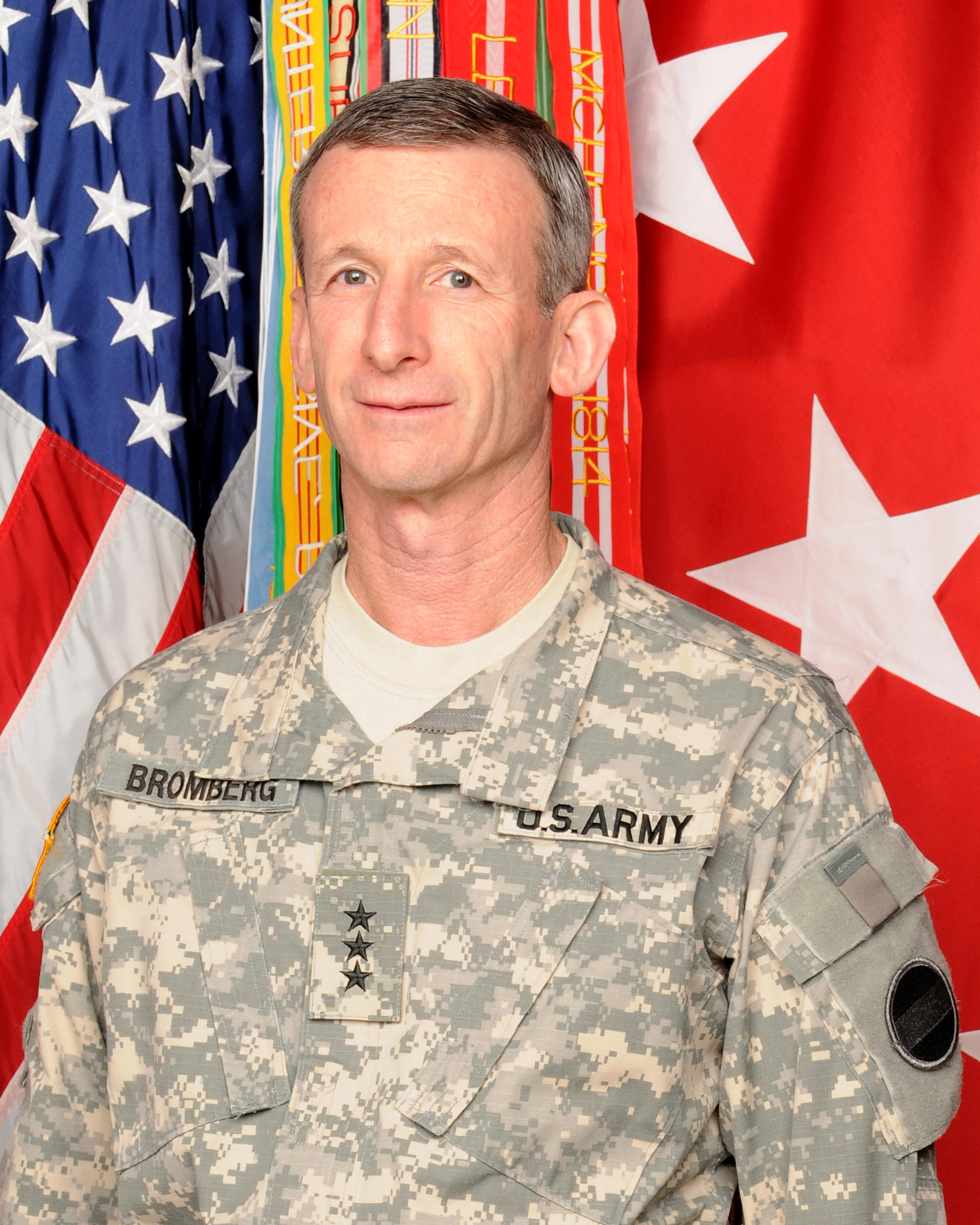
Howard B. Bromberg

Howard B. Bromberg (* um 1955 in Kalifornien) ist ein pensionierter Generalleutnant der United States Army. Er war unter anderem kommissarischer Kommandeur des United States Army Forces Commands.
Über das ROTC-Programm der University of California, Davis gelangte er im Jahr 1977 in das Offizierskorps des US-Heeres. Dort wurde er als Leutnant der Luftabwehr (Air Defense Artillery) zugeteilt. In der Armee durchlief er anschließend alle Offiziersränge vom Leutnant bis zum Drei-Sterne-General.
In seinen jüngeren Jahren absolvierte er den für Offiziere in den niederen Rangstufen üblichen Dienst in unterschiedlichen Einheiten und Standorten. Dazu gehörten auch Aufgaben als Stabsoffizier in verschiedenen Hauptquartieren. Im Lauf seiner Militärzeit kommandierte er Einheiten der Luftabwehr auf diversen Ebenen.
Er nahm am Irakkrieg und der Operation Enduring Freedom teil. Dabei war er in Saudi-Arabien, Kuwait und dem Irak stationiert. Andere Versetzungen führten ihn nach Südkorea und Deutschland. Im weiteren Verlauf kommandierte er in Fort Bliss in Texas das 32nd Army Air and Missile Defense Command. Außerdem war er Kommandeur des dortigen Militärstandorts. Zuvor hatte er ebenfalls in Fort Bliss die 11th Air Defense Artillery Brigade kommandiert.
Von 2010 bis 2012 war Bromberg stellvertretender Kommandeur und Stabschef des United States Army Forces Command (FORSCOM) und vom 8. Juli bis zum 11. September 2011 dessen kommissarischer Kommandeur. Er überbrückte die Zeit zwischen dem vorherigen Kommandeur James D. Thurman und dem Amtsantritt von dessen regulärem Nachfolger David M. Rodriguez.
Nach seiner Zeit bei FORSCOM wurde Bromberg im Jahr 2012 zum Stab des Heeresministeriums in Washington, D.C. versetzt, wo er Leiter der Stabsabteilung G1 für Personal wurde. Im Jahr 2015 trat er in den Ruhestand.
Nach seiner Pensionierung wurde Howard Bromberg Mitglied im Vorstand der Firma Lockheed Martin.

## Orden und Auszeichnungen
Howard Bromberg erhielt im Lauf seiner militärischen Laufbahn unter anderem folgende Auszeichnungen:
- Army Distinguished Service Medal (3 x)
- Defense Superior Service Medal (2 x)
- Legion of Merit (4 x)
- Bronze Star Medal
- Defense Meritorious Service Medal
- Meritorious Service Medal
- Army Commendation Medal
- Joint Service Achievement Medal
- Army Achievement Medal
- Purple Heart